# L'Honneur perdu de la Suisse
L'Honneur perdu de la Suisse est un documentaire d'une heure et demie réalisé par le journaliste Daniel Monnat qui analyse l’attitude de la Suisse envers l’Allemagne nazie pendant la Seconde Guerre mondiale. Il a été diffusé par la Télévision suisse romande le 6 mars 1997 dans le cadre du magazine d'information Temps présent.
La diffusion de ce reportage a fait l’objet d’une plainte auprès de l’Autorité indépendante d’examen des plaintes en matière de radio et télévision (AIEP), organisme chargé de la surveillance des programmes du service public suisse. Le 24 octobre 1997, l’émission a été condamnée par l’AIEP pour violation de la concession accordée à la Société suisse de radiodiffusion et télévision par le Conseil fédéral, ce qui équivalait à une interdiction de rediffusion. Après de multiples rebondissements judiciaires (recours, etc), la Cour européenne des droits de l'homme a cassé cette condamnation le 21 septembre 2006. Le reportage a ainsi pu être à nouveau diffusé librement.	

## Contexte
1989, c’est l’année de la chute du mur de Berlin et le début de l’effondrement progressif des régimes communistes. Au cours des années qui suivent, le Congrès juif mondial (CJM), profitant de l’ouverture nouvelle des pays ex-communistes, tente de retrouver les biens spoliés aux Juifs par les nazis et par les régimes communistes. En marge de ces recherches, cette organisation découvre des indications selon lesquelles des avoirs de victimes juives des nazis seraient conservés dans des banques suisses. Plusieurs descendants des victimes tentent d’obtenir des renseignements auprès de ces mêmes banques qui se retranchent derrière le secret bancaire et ne leur fournissent que peu d'informations. Des députés suisses interviennent alors à l'Assemblée fédérale à ce propos, sans plus de succès.
Au milieu des années 1990, le CJM contacte les banques suisses. Il croit savoir qu'environ 7 milliards de francs suisses appartenant aux victimes juives reposent dans leurs coffres. Les banquiers helvétiques répondent à cette organisation que, selon eux, le montant ne dépasse pas 40 millions, qu’ils sont prêts à restituer. Considérant que les réponses des banques ne sont pas satisfaisantes, le CJM entame une campagne de pression contre les banques suisses, mais aussi contre la Suisse tout entière, pour obliger le gouvernement helvétique à intervenir. Il accuse la Suisse de falsifier son histoire pendant la deuxième guerre mondiale, de se présenter comme une nation neutre mais décidée à résister aux armées nazies alors que , selon lui, la Confédération suisse a collaboré avec le Reich. Il exhibe des documents historiques à l’appui de ses affirmations, provoquant un grand désarroi au sein du gouvernement et parmi les citoyens suisses.

## Reportage
Daniel Monnat, alors journaliste de la rédaction du magazine d’information Temps Présent , effectue une enquête sur le sujet et réalise, en collaboration avec le recherchiste et documentaliste Jean-Daniel Farine et la monteuse Madeleine Schauli, un documentaire principalement basé sur des archives de l’époque de la deuxième guerre mondiale et des travaux d’historiens,,,,.

### Préambule
Le documentaire s'ouvre par une description de l’image idéalisée de la Suisse pendant la Seconde Guerre mondiale, telle qu’elle a été propagée par les autorités et intégrée par une majorité de la population. En particulier:
- l’armée suisse aurait joué un rôle capital pour dissuader les Nazis d’envahir la Suisse ;
- le pays aurait fait preuve d'une grande générosité en accueillant de nombreux réfugiés juifs et d'autres, surtout des enfants ;
- le secret bancaire aurait été instauré pour protéger les biens des juifs persécutés.

Cette image très gratifiante est confrontée aux déclarations des dirigeants du Congrès juif mondial, qui affirment que la Suisse a été préservée d’une invasion et d’une occupation parce qu’elle a rendu beaucoup de services, en particulier financiers, aux nazis.

### Situation politique à la veille de la Seconde Guerre mondiale
Les élites suisses ont été confrontées aux révoltes ouvrières. À l’Est les Bolcheviks ont pris le pouvoir en Russie et prêchent la révolution mondiale. Ces élites apeurées ne voient pas d’un œil totalement hostile le développement de mouvements autoritaires comme le fascisme, le nazisme et le franquisme, censés remettre de l’ordre et s’opposer aux «rouges».  Après les premières victoires des armées du Reich, certains dirigeants helvétiques ont une attitude ambiguë et semblent prôner l’adaptation plutôt que la résistance. Berne prendra même l’initiative d’envoyer des médecins et des infirmières suisses sur le front russe aux côtés de la Wehrmacht.
L’antisémitisme est aussi une attitude très répandue, comme d’ailleurs partout en Europe à cette époque. Dans ce contexte, l’introduction du secret bancaire suisse pour protéger les biens juifs s’avère un mythe peu conforme à la réalité.

### Accueil des réfugiés juifs
Malgré le danger mortel auquel ils étaient exposés et qui était connu en Suisse, la politique d’acceptation des fugitifs juifs s’est révélée très restrictive, jusqu’au fameux « La barque est pleine! » proclamé par un membre du gouvernement pour justifier la fermeture des frontières. La crainte d’un afflux de Juifs en Suisse conduira même les autorités helvétiques à exiger des autorités allemandes qu’elles apposent un «J» dans le passeport de leurs ressortissants juifs pour mieux les identifier aux frontières.	

### Collaboration industrielle
Pendant la deuxième guerre mondiale, la Suisse livre des quantités impressionnantes de matériel stratégique aux nazis, en particulier de l’aluminium, des mécanismes de précision destinés à l’aviation et aux chars ainsi que de l’artillerie et des munitions. En échange, le Reich fournit à la Suisse des matières premières telles que le charbon. Selon un historien, la fameuse décision de la Suisse de créer dans ses montagnes un Réduit national, présenté comme un acte de résistance, a surtout permis de démobiliser les 2/3 de l’armée, libérant ainsi de la main d’œuvre pour les usines suisses qui travaillaient pour le Reich. Quant aux filiales suisses situées en territoire allemand, elles n’ont pas hésité à utiliser des travailleurs forcés raflés par les nazis dans les pays occupés et qui étaient traités comme des esclaves. Enfin, ces exportations vers l’Allemagne sont principalement financées par des prêts consentis aux nazis par la Confédération.

### Or pillé
Le franc suisse reste une des rares monnaies acceptée par tous les belligérants. Ce n’est pas le cas du Reichsmark qui n’est pas convertible sur les marchés internationaux. Les nazis possèdent de grandes quantités d’or qu’ils ont pillé dans les banques des pays conquis et volé à leurs victimes juives. Seule la Suisse accepte de racheter cet or aux nazis contre des francs suisses qui, eux, sont convertibles. Ces francs permettent au Reich d’acheter aux pays producteurs de précieux matériaux, dont ils ne disposent pas sur leur territoire, pour leur armement. C’est un service important que la Confédération rend aux Nazis et qui explique en grande partie pourquoi la Suisse n’a pas été envahie. À la fin de la guerre, les Alliés sanctionneront la Suisse pour ce rachat d'or pillé en lui imposant une amende de 250 millions de francs, un accord signé à Washington le 25 mai 1946.

### Biens en déshérence
Par cet accord de Washington, la Suisse s’était aussi engagée à faire la lumière sur les avoirs en déshérence de victimes juives des persécutions nazies dans les banques suisses. Mais l’opposition des banquiers, au nom de la préservation du secret bancaire, a empêché la concrétisation de cette promesse. La guerre froide qui débute alors détourne l’attention des Alliés vers d’autres priorités.

### Conclusion
Si on examine la politique du gouvernement suisse envers le régime nazi pendant la Deuxième Guerre mondiale, force est de constater qu'il s’agit indéniablement de collaboration plutôt que de résistance. Les circonstances expliquent largement les options choisies. Mais les autorités et les dirigeants d’industrie ont été au-delà de ce qu’exigeait la sécurité du pays et elles en ont retiré des profits importants.

## Plainte contreL'Honneur perdu de la Suisse

### Réactions
La diffusion du documentaire, le 6 mars 1997, provoque la stupeur du public suisse et de nombreuses réactions,,,,. Malgré les travaux des historiens et un enseignement souvent compétent dans les écoles, la majorité des Suisses a une tout autre vision du pays pendant le conflit de 1939-1945. Les Suisses pensent généralement que c’est la détermination de leur pays à résister qui lui a évité l’invasion. Enfin, pour les Suisses, leur pays a été un refuge pour les personnes persécutées pendant la guerre.

### Plainte
Six réclamations contre l’émission sont rapidement déposées auprès de l’organe de médiation radio-tv, premier passage obligé pour le dépôt d’une plainte. À la suite de la médiation du 7 mai 1997, 3 plaintes sont maintenues.
Le 4 et 6 juin 1997, deux plaintes contre l’émission sont déposées et validées auprès de l’Autorité Indépendante d’Examen des Plaintes  en matière de radio-télévision (AIEP), la plus haute autorité de surveillance en droit des programmes du pays. Elle doit veiller, en particulier, à ce que les émissions présentent les événements de manière fidèle et qu’elles reflètent dans leur ensemble la diversité des opinions et des événements. Le public doit pouvoir se forger sa propre opinion.
Les auteurs de la plainte du 6 juin 1997 se réclament du parti populiste l'Union Démocratique du Centre (UDC) et de sa section genevoise. Leur première réclamation a été rédigée sur un papier à en-tête du parti et ils réaffirment cette affiliation également dans leur plainte du 6 juin. La deuxième plainte du 4 juin émane d’un journaliste genevois. Ces deux démarches sont soutenues par une centaine de citoyens qui ont cosigné les plaintes.

### Motifs
Pour les plaignants, l’émission est «partiale, tendancieuse et non conforme à la réalité », elle « ne reflète pas équitablement la diversité des opinions », c’est « une entreprise de dénigrement » qui « n’a pas permis au téléspectateur de se faire une opinion libre et pertinente ». Les plaignants accusent enfin ce documentaire d’avoir nui à la réputation de la Suisse dans le monde.

### Arguments de la Société suisse de radiodiffusion et télévision (SSR)[14]et de l'auteur
Devant l’AIEP Daniel Monnat et la SSR réfutent l’idée selon laquelle le reportage serait unilatéral et tendancieux. Les conclusions de l’émission s’appuient sur les travaux des meilleurs spécialistes de l’histoire suisse contemporaine et sur des documents d’archives officiels, donc sur des faits et pas sur des interprétations. Selon l’auteur, on chercherait vainement un historien sérieux affirmant que la Suisse n’a pas collaboré économiquement avec les nazis et qu’elle n’a pas pratiqué une politique de refoulement des fugitifs juifs. Il n’y a pas là de conflit idéologique mais une mise en lumière de décisions politiques et économiques avérées et officielles.

### Première décision de l'AIEP[15]
Le 24 octobre 1997, l’AIEP condamne l’émission L’Honneur perdu de la Suisse et estime qu’elle n’a effectivement pas permis au téléspectateur de se faire librement une opinion. Elle qualifie le reportage de « film à thèse » qui n’a pas été présenté comme tel par le diffuseur. Elle ne conteste pas la possibilité pour la Société Suisse de Radiodiffusion et Télévision de diffuser de tels films « engagés » mais ils doivent être annoncés comme tels. Pour l’AIEP, le reportage est un film à thèse parce qu’il est « centré sur certaines thèses »… « à savoir une remise en question radicale du rôle de la Suisse pendant la guerre en particulier par une approche historique plus axée sur la dimension économique du problème. Ce courant est représenté par des historiens dont l’AIEP ne peut mettre la crédibilité en doute. Toutefois, pour sérieuses qu’elles soient, ces diverses contributions ne résument pas à elles seules le regard que les historiens portent sur cette période.»

### Premier recours au Tribunal fédéral (arrêt du 01.12.1998)
Le 2 février 1998 la SSR recourt contre la décision de l’AIEP invoquant un vice de procédure. Pour prendre sa décision, l’AIEP a fait appel à deux experts, deux historiens auxquels elle a demandé de se prononcer par écrit. Elle les a également longuement interrogés oralement. L’AIEP s’est ensuite largement inspirée des propos des deux historiens pour condamner l’émission. Mais à aucun moment la SSR n’a été informée de cette démarche et n’a pu répondre aux propos des deux experts. Il y a donc violation du droit d'être entendu ce que le Tribunal fédéral reconnait dans un arrêt du 1er décembre 1998. La condamnation de « l’Honneur perdu de la Suisse » par l’AIEP est annulée. L’affaire est renvoyée devant cette instance pour nouvel examen et complément d’instruction.

### Deuxième décision de l'AIEP (27.08.1999)[16]
La SSR fournit alors à l’AIEP un dossier très complet répondant aux propos des experts dont elle a enfin eu connaissance. Daniel Monnat y démontre aux moyens de documents que les erreurs reprochées n’existent pas. Tous les historiens qui ont participé à l’émission apportent leur soutien inconditionnel à celle-ci et attestent qu’ils n’ont pas été trahis. Certains de ces historiens, après la diffusion du documentaire, ont par ailleurs été choisis par le Conseil Fédéral pour faire partie de la commission Bergier, une commission choisie par le gouvernement suisse pour faire la lumière sur l’attitude du pays pendant la deuxième guerre mondiale. La SSR s’étonne aussi de l’instruction à charge menée en particulier par le président de l'AIEP contre l’émission. Elle relève que celui-ci, journaliste lui-même, a publié plusieurs articles engagés concernant l’affaire des fonds juifs en déshérence, articles dans lesquels il fait part de son irritation face aux critiques dont la Suisse fait l’objet.
L’AIEP organise une nouvelle audience de ses experts, cette fois avec la participation de la SSR (mais sans l’auteur du reportage).
Dans sa décision du 27 août 1999, l’AIEP confirme sa condamnation du 24 octobre 1997. Elle reproche essentiellement à l’auteur de n’avoir pas fait appel à des historiens ayant une interprétation différente de l’attitude de la Suisse pendant la deuxième guerre mondiale. Elle évoque une forme de journalisme engagé qui a consisté à privilégier les aspects économiques et à les interpréter de manière uniquement négative pour la Suisse. Selon elle, le public n’aurait ainsi pas pu se faire librement une opinion.

### Deuxième recours au Tribunal fédéral
Le 10 janvier 2000, la SSR recourt auprès du Tribunal fédéral contre la décision de l’AIEP , cette fois sur le fond de la condamnation. Elle constate que les soi-disant erreurs de fait ont été réfutées y compris par les experts mais que l'AIEP n'en a pas tenu compte. Pour la SSR, l'AIEP se base autant sur le style de l’émission que sur son contenu pour la condamner. Elle tient plus compte de l'effet produit par l'émission sur une partie du public, qui a effectivement été choqué, que de sa liberté d’informer sur l’état actuel de la recherche historique.
Dans son arrêt du 21 novembre 2000, le Tribunal fédéral rejette le recours de la SSR. Il estime que l’émission « défend une position très critique face à l’attitude de la Suisse pendant la deuxième guerre mondiale », ce qui est licite. Toutefois elle omet d’indiquer qu’elle ne révèle pas « la vérité » mais une des différentes interprétations expliquant les relations entre la Suisse et l’Allemagne durant la période précitée.   Le TF estime donc qu’il existe d’autres interprétations de cette attitude sans toutefois les citer. Pour les juges du TF, « dès lors le téléspectateur ne dispose pas de tous les éléments qui lui permettraient de se forger sa propre opinion ». Pour le Tribunal fédéral les reproches de l’AIEP à l’encontre de cette émission « ne portent du reste pas sur le contenu de cette émission mais uniquement sur la façon dont ladite émission a présenté aux téléspectateurs l’attitude de la Suisse durant la deuxième guerre mondiale. »

### Recours auprès de la Cour européenne des droits de l'homme (CEDH)
Après le rejet de son recours auprès du Tribunal fédéral, la SSR renonce au combat. C’est donc à titre personnel  que Daniel Monnat, assisté de l'avocat Charles Poncet, introduit, le 13 juin 2001, une requête individuelle auprès de la Cour européenne des droits de l'homme. Il fait valoir que les autorités suisses l’ont privé de ses droits d’auteur sur son œuvre puisqu’il est désormais impossible de diffuser le documentaire quelles que soient les circonstances de cette diffusion. Me Poncet a fait également constater par huissier que la SSR refuse même d’en vendre un exemplaire à un privé. L’émission est désormais sous embargo juridique, ce qui équivaut à une censure totale. Selon l’auteur c’est une grave atteinte à sa liberté d’expression qui n’est justifiée par aucune raison supérieure.
Le 21 septembre 2006, la cour décrète à l’unanimité que la liberté d’expression de Daniel Monnat a bien été violée par la condamnation de l’AIEP confirmée par le Tribunal fédéral (article 10 de la convention). La Cour constate que le reportage se base sur des recherches historiques menées de bonne foi, elle « n’est pas convaincue que les motifs retenus par le Tribunal fédéral étaient pertinents et suffisants pour justifier l’admission des plaintes.» Admission qui a « constitué une espèce de censure tendant à l’(D.Monnat) inciter à ne pas se livrer désormais à des critiques formulées de la sorte. » Cette victoire à Strasbourg annule les précédentes condamnations par l’AIEP et sa confirmation par le Tribunal fédéral. L’embargo juridique sur l’émission est levé. « L’Honneur Perdu de la Suisse » peut de nouveau être librement diffusé.
L’auteur et son avocat avaient saisi cette occasion pour contester devant la Cour l’opportunité même d’une surveillance particulière des programmes (AIEP). Sur ce point, la Cour de Strasbourg ne suit pas le requérant et son conseil et rejette cette requête.